# Roberto Jefferson
Roberto Jefferson Monteiro Francisco (Petropolis, 14 giugno 1953) è un politico e avvocato brasiliano.

## Biografia
Dopo aver conseguito il diploma superiore in un istituto di Petropolis, si è laureato in diritto all'Università Estácio de Sá.
Politicamente attivo dal 1971, ha militato nel Movimento Democratico Brasiliano fino al 1979. Per un anno è stato tra i Progressisti, dopodiché è entrato nel Partito Laburista Brasiliano, di cui è anche diventato presidente. Il suo percorso politico è dunque sempre stato su posizioni reazionarie e anticomuniste. 
È stato deputato federale per più di vent'anni ininterrottamente, dal 1983 fino al 2005, quando è rimasto coinvolto, insieme a molti altri, in uno scandalo di corruzione relativo ai Correios, il servizio postale del Paese. È stato quindi espulso dal Congresso il 14 settembre e per dieci anni ha dovuto rinunciare a ogni incarico.
Nel marzo 2021, Jefferson ha pubblicato un post su Instagram accusando gli ebrei di sacrificare bambini, per poi rimuoverlo in seguito alle proteste della Confederazione israelita brasiliana che si stava preparando a sporgere denuncia.
Il 13 agosto 2021, Jefferson è stato arrestato con l'accusa di aver attentato alla democrazia. Il 24 gennaio 2022 è stato posto agli arresti domiciliari. Il 23 ottobre dello stesso anno ha lanciato granate e sparato colpi d'arma da fuoco contro gli agenti della polizia federale del Brasile venuti a portarlo in prigione dopo i suoi insulti alla ministra della Corte federale suprema Cármen Lúcia. Due poliziotti sono rimasti feriti.